# Equilibri ecològic
Un sistema està en equilibri ecològic quan la relació d'interdependència entre els elements -vius i inerts- que el componen fa possible l'existència, transformació i desenvolupament dels éssers vius que el componen. Com a sistema o ambient entenem un conjunt tancat d'elements naturals i artificials, inclosos els induïts per l'home, en el qual existeixen uns organismes vius determinats -inclòs l'home- que interaccionen en un espai i temps també determinats. Si aquest ambient no està en equilibri ecològic, està en desequilibri ecològic, la qual cosa vol dir que alguna alteració entre les relacions dels elements que el componen afecta negativament l'existència, desenvolupament o transformació d'algun dels éssers vius.